# Xiphidiopsis gracilis
Xiphidiopsis gracilis är en insektsart som beskrevs av Sänger och Brigitte Helfert 2004. Xiphidiopsis gracilis ingår i släktet Xiphidiopsis och familjen vårtbitare. Inga underarter finns listade i Catalogue of Life.